# Nejlepší brankář (ELH)
Nejlepší brankář je ocenění pro nejlepšího brankáře české hokejové extraligy. Toto ocenění sponzoruje a uděluje Deník Právo. Trofej se uděluje po celou existenci samostatné soutěže a byla udělována i v 1. československé hokejové lize.

## Držitelé
| Sezóna    | Hráč               | Tým                     |
| --------- | ------------------ | ----------------------- |
| 1993/1994 | Radovan Biegl      | HC Pardubice            |
| 1994/1995 | Roman Čechmánek    | HC Dadák Vsetín         |
| 1995/1996 | Roman Čechmánek    | HC Petra Vsetín         |
| 1996/1997 | Roman Čechmánek    | HC Petra Vsetín         |
| 1997/1998 | Roman Čechmánek    | HC Petra Vsetín         |
| 1998/1999 | Roman Čechmánek    | HC Slovnaft Vsetín      |
| 1999/2000 | Petr Bříza         | HC Sparta Praha         |
| 2000/2001 | Roman Málek        | HC Slavia Praha         |
| 2001/2002 | Jiří Trvaj         | HC Vítkovice            |
| 2002/2003 | Roman Málek        | HC Slavia Praha         |
| 2003/2004 | Igor Murín         | HC Hamé Zlín            |
| 2004/2005 | Milan Hnilička     | Bílí Tygři Liberec      |
| 2005/2006 | Petr Bříza         | HC Sparta Praha         |
| 2006/2007 | Jiří Trvaj         | HC Znojemští Orli       |
| 2007/2008 | Martin Vojtek      | HC Oceláři Třinec       |
| 2008/2009 | Lukáš Mensator     | HC Energie Karlovy Vary |
| 2009/2010 | Dominik Hašek      | HC Eaton Pardubice      |
| 2010/2011 | Roman Málek        | HC Vítkovice Steel      |
| 2011/2012 | Jiří Trvaj         | HC Kometa Brno          |
| 2012/2013 | Pavel Francouz     | HC Verva Litvínov       |
| 2013/2014 | Libor Kašík        | PSG Zlín                |
| 2014/2015 | Pavel Francouz     | HC Verva Litvínov       |
| 2015/2016 | Ján Lašák          | Bílí Tygři Liberec      |
| 2016/2017 | Marek Čiliak       | HC Kometa Brno          |
| 2017/2018 | Marek Čiliak       | HC Kometa Brno          |
| 2018/2019 | Roman Will         | Bílí Tygři Liberec      |
| 2019/2020 | Dominik Hrachovina | Bílí Tygři Liberec      |
| 2020/2021 | Petr Kváča         | Bílí Tygři Liberec      |
| 2021/2022 | Ondřej Kacetl      | HC Oceláři Třinec       |
| 2022/2023 | Aleš Stezka        | HC Vítkovice Ridera     |
| 2023/2024 | Ondřej Kacetl      | HC Oceláři Třinec       |
| 2024/2025 | Michal Postava     | HC Kometa Brno          |

## Souvislé články
Nejlepší brankář v československé hokejové lize